# Павлов Михайло Михайлович
Михайло Михайлович Павлов (нар. 25 жовтня 1962) — радянський та молдовський футболіст, нападник.

## Життєпис
Вихованець футбольної школи міста Білгород-Дністровський, перший тренер — П. Шопський.
У 1992 році зіграв дев'ять матчів у вищій лізі чемпіонату України за «Евіс». Автор першого голу миколаївської команди в чемпіонатах України. Понад сто матчів провів у вищій лізі чемпіонату Молдови. Бронзовий призер сезону 1995/96 років у складі «Конструкторула» (Кишинів).
З урахуванням матчів чемпіонату СРСР, у складі команди «Тигина» (Бендери) провів понад 150 матчів.